# Combretocarpus rotundatus
Combretocarpus es un género monotípico de plantas  perteneciente a la familia  Anisophylleaceae. Su única especie: Combretocarpus rotundatus, es originaria de Indonesia.

## Taxonomía
Combretocarpus rotundatus fue descrita por (Miq.) Danser y publicado en Bulletin du Jardin Botanique de Buitenzorg III, 10: 345. 1929.
Sinonimia
- Combretocarpus motleyi Hook.f.[3]